# Bahnstrecke Kempten (Allgäu)–Neu-Ulm
| Streckennummer (DB): | 5400                                 |                                                |                                                |
| Kursbuchstrecke (DB): | 975 976 (Senden–Neu-Ulm) 406e (1946) |                                                |                                                |
| Streckenlänge: | 84,65 km                             |                                                |                                                |
| Spurweite: | 1435 mm (Normalspur)                 |                                                |                                                |
| Streckenklasse: | D4                                   |                                                |                                                |
| Minimaler Radius: | 328 m                                |                                                |                                                |
| Streckengeschwindigkeit: | 140 km/h                             |                                                |                                                |
| Zugbeeinflussung: | PZB                                  |                                                |                                                |
| Zweigleisigkeit: | Neu-Ulm Finninger Straße–Neu-Ulm     |                                                |                                                |
| |                                      |                                                |                                                |
| \| \| \| von Lindau-Insel \| \| \| \| \| von Isny \| \| \| \| 0,000 \| Kempten (Allgäu) Hbf (bis 1969) \| 695 m \| \| \| 0,370 \| Kempten (Allgäu) Hbf (seit 1969) \| 705 m \| \| \| \| \| \| \| \| \| Obere Illerbrücken \| \| \| \| \| \| \| \| \| \| nach Pfronten-Steinach \| \| \| \| 0,921 \| nach Buchloe \| nach Buchloe \| \| \| 3,235 \| Kempten (Allgäu) Ost \| Kempten (Allgäu) Ost \| \| \| 5,40 \| Kempten-Ursulasried (Awanst) \| Kempten-Ursulasried (Awanst) \| \| \| 7,796 \| Leubas (65 m) \| Leubas (65 m) \| \| \| 8,900 \| Heising \| Heising \| \| \| 13,105 \| Dietmannsried \| 689 m \| \| \| 16,500 \| Reicholzried \| Reicholzried \| \| \| 21,853 \| Bad Grönenbach \| 676 m \| \| \| 27,610 \| Woringen (Schwab) \| Woringen (Schwab) \| \| \| \| von Legau \| \| \| \| \| von Leutkirch \| \| \| \| 34,886 \| Memmingen \| 595 m \| \| \| \| nach Buchloe \| \| \| \| 41,316 \| Heimertingen \| Heimertingen \| \| \| 45,250 \| Fellheim \| Fellheim \| \| \| 47,390 \| Pleß (Iller) \| Pleß (Iller) \| \| \| \| von Babenhausen \| \| \| \| 51,378 \| Kellmünz \| 548 m \| \| \| 56,119 \| Altenstadt (Iller) \| Altenstadt (Iller) \| \| \| 63,020 \| Illertissen \| 518 m \| \| \| 64,600 \| Au (b Illertissen) (Awanst) \| Au (b Illertissen) (Awanst) \| \| \| 66,639 \| Bellenberg \| Bellenberg \| \| \| 69,404 \| Vöhringen \| Vöhringen \| \| \| \| von Weißenhorn \| \| \| \| 75,011 \| Senden \| 489 m \| \| \| 78,237 \| Gerlenhofen \| Gerlenhofen \| \| \| 82,100 \| Neu-Ulm Schwaighofen (Awanst) \| Neu-Ulm Schwaighofen (Awanst) \| \| \| 82,621 \| Neu-Ulm Finninger Straße (Bft) \| Neu-Ulm Finninger Straße (Bft) \| \| \| 83,800 \| Neu-Ulm Im Starkfeld und Pfuhler Ried[1] (Awanst) \| Neu-Ulm Im Starkfeld und Pfuhler Ried[1] (Awanst) \| \| \| \| von Augsburg \| \| \| \| 85,020 \| Neu-Ulm \| Neu-Ulm \| \| \| \| nach Stuttgart \| \| \| \| \| nach Ulm \| \| \| \| \| \| \| \| Quellen: [2][3][4][5][6] \| \| \| \| |                                      |                                                |                                                |
| Strecke |                                      | von Lindau-Insel                               | von Lindau-Insel                               |
| Abzweig geradeaus und ehemals von links |                                      | von Isny                                       | von Isny                                       |
| Strecke · Kopfbahnhof Streckenanfang (Strecke außer Betrieb) | 0,000                                | Kempten (Allgäu) Hbf (bis 1969)                | 695 m                                          |
| Bahnhof · Strecke (außer Betrieb) | 0,370                                | Kempten (Allgäu) Hbf (seit 1969)               | 705 m                                          |
| Abzweig geradeaus und ehemals nach links · Abzweig geradeaus und nach rechts (Strecke außer Betrieb) |                                      |                                                |                                                |
| Brücke über Wasserlauf · Brücke über Wasserlauf (Strecke außer Betrieb) |                                      | Obere Illerbrücken                             | Obere Illerbrücken                             |
| Verschwenkung nach links · Verschwenkung nach rechts (Strecke außer Betrieb) |                                      |                                                |                                                |
| Abzweig geradeaus und nach rechts |                                      | nach Pfronten-Steinach                         | nach Pfronten-Steinach                         |
| Abzweig geradeaus und nach rechts | 0,921                                | nach Buchloe                                   | nach Buchloe                                   |
| Haltepunkt / Haltestelle | 3,235                                | Kempten (Allgäu) Ost                           | Kempten (Allgäu) Ost                           |
| ehemalige Blockstelle | 5,40                                 | Kempten-Ursulasried (Awanst)                   | Kempten-Ursulasried (Awanst)                   |
| Brücke über Wasserlauf | 7,796                                | Leubas (65 m)                                  | Leubas (65 m)                                  |
| ehemaliger Haltepunkt / Haltestelle | 8,900                                | Heising                                        | Heising                                        |
| Bahnhof | 13,105                               | Dietmannsried                                  | 689 m                                          |
| ehemaliger Haltepunkt / Haltestelle | 16,500                               | Reicholzried                                   | Reicholzried                                   |
| Bahnhof | 21,853                               | Bad Grönenbach                                 | 676 m                                          |
| ehemaliger Bahnhof | 27,610                               | Woringen (Schwab)                              | Woringen (Schwab)                              |
| Abzweig geradeaus und ehemals von links |                                      | von Legau                                      | von Legau                                      |
| Abzweig geradeaus und von links |                                      | von Leutkirch                                  | von Leutkirch                                  |
| Bahnhof | 34,886                               | Memmingen                                      | 595 m                                          |
| Abzweig geradeaus und nach rechts |                                      | nach Buchloe                                   | nach Buchloe                                   |
| Dienststation / Betriebs- oder Güterbahnhof | 41,316                               | Heimertingen                                   | Heimertingen                                   |
| ehemaliger Bahnhof | 45,250                               | Fellheim                                       | Fellheim                                       |
| ehemaliger Haltepunkt / Haltestelle | 47,390                               | Pleß (Iller)                                   | Pleß (Iller)                                   |
| Abzweig geradeaus und ehemals von rechts |                                      | von Babenhausen                                | von Babenhausen                                |
| Bahnhof | 51,378                               | Kellmünz                                       | 548 m                                          |
| Bahnhof | 56,119                               | Altenstadt (Iller)                             | Altenstadt (Iller)                             |
| Bahnhof | 63,020                               | Illertissen                                    | 518 m                                          |
| Blockstelle | 64,600                               | Au (b Illertissen) (Awanst)                    | Au (b Illertissen) (Awanst)                    |
| Haltepunkt / Haltestelle | 66,639                               | Bellenberg                                     | Bellenberg                                     |
| Bahnhof | 69,404                               | Vöhringen                                      | Vöhringen                                      |
| Abzweig geradeaus und von rechts |                                      | von Weißenhorn                                 | von Weißenhorn                                 |
| Bahnhof | 75,011                               | Senden                                         | 489 m                                          |
| Bahnhof | 78,237                               | Gerlenhofen                                    | Gerlenhofen                                    |
| Blockstelle | 82,100                               | Neu-Ulm Schwaighofen (Awanst)                  | Neu-Ulm Schwaighofen (Awanst)                  |
| Haltepunkt / Haltestelle | 82,621                               | Neu-Ulm Finninger Straße (Bft)                 | Neu-Ulm Finninger Straße (Bft)                 |
| ehemalige Blockstelle | 83,800                               | Neu-Ulm Im Starkfeld und Pfuhler Ried (Awanst) | Neu-Ulm Im Starkfeld und Pfuhler Ried (Awanst) |
| Abzweig geradeaus und von rechts |                                      | von Augsburg                                   | von Augsburg                                   |
| Bahnhof | 85,020                               | Neu-Ulm                                        | Neu-Ulm                                        |
| Abzweig geradeaus und nach rechts |                                      | nach Stuttgart                                 | nach Stuttgart                                 |
| Strecke |                                      | nach Ulm                                       | nach Ulm                                       |
| |                                      |                                                |                                                |
| Quellen: |                                      |                                                |                                                |

Die Bahnstrecke Kempten (Allgäu)–Neu-Ulm ist eine nicht elektrifizierte und überwiegend eingleisige Hauptbahn von Kempten (Allgäu) über Memmingen nach Neu-Ulm. Sie folgt auf gesamter Länge dem Lauf der Iller und wird daher auch Illertalbahn oder Illerbahn genannt.

## Geschichte
Da durch den Bau von Wehren und Wasserkraftwerken während der Industrialisierung die Flößerei auf der Iller zum Erliegen kam und der Transport auf der Straße sich nicht lohnte, kam 1843 von einigen Kemptener Bürgern die Idee einer Bahnstrecke nach Neu-Ulm auf. Der Staat hatte jedoch an einem weiteren Bahnbau in diesem Gebiet kein Interesse.
Weil die Stadt Memmingen im bayerischen Bezirk Schwaben dann nicht in die Planung der ersten Eisenbahnen des Landes einbezogen wurde, ergriff die Stadt die Initiative zum Bau der Strecke und erhielt am 13. September 1861 die Konzession dafür. Sie nahm hierzu einen Kredit von etwa 3,5 Millionen Gulden auf und musste sich selbst um den Grunderwerb und die Bautätigkeiten kümmern. Der erste Abschnitt Ulm–Memmingen konnte am 11. Oktober 1862 eröffnet werden, der zweite am 1. Juni 1863. Zur Finanzierung nahmen die Städte Memmingen (federführend) und Kempten mittels einer Privatgesellschaft einen Kredit auf.
Die Königlich Bayerischen Staatseisenbahnen stellten die Fahrzeuge und führten den Betrieb auf der von ihr gepachteten Strecke. Wegen der mehr als lokalen Bedeutung der Bahn erwarb sie der bayerische Staat bereits zum 12. April 1876. Somit wurde auch die Hypothek der Privatgesellschaft abgelöst.
Mit der Einführung des Ein-Stundentakts im Intercity-Netz zum Fahrplanwechsel am 27. Mai 1979 musste auch der Fahrplan zwischen Kempten und Ulm angepasst und auf den IC-Anschluss hin optimiert werden.
Durch die Einführung der eilzugmäßigen Bedienung entfielen aus Zeitgründen dadurch die Reisezughalte in Heising und Woringen, die fortan durch Busse angefahren wurden.
Seit der Fertigstellung des Bahnprojekts Neu-Ulm 21 im Jahr 2009 ist die Illertalbahn von der neuen Überleitstelle am Haltepunkt Finninger Straße bis zum Trogbahnhof Neu-Ulm zweigleisig.

## Ausbaupläne
2015 gründeten elf am Streckenabschnitt Memmingen–Neu-Ulm liegende Kommunen sowie die Landkreise Neu-Ulm und Unterallgäu gemeinsam mit dem Regionalverband Donau-Iller die Interessengemeinschaft Illertalbahn. Diese setzt sich insbesondere für den Bau eines zweiten Gleises, die Elektrifizierung der Strecke sowie die Einrichtung weiterer Stationen im südlichen Streckenabschnitt ein. 2018 wurde die Elektrifizierung der gesamten Strecke im Rahmen der Bayerischen Elektromobilitäts-Strategie Schiene zur Reduzierung des Dieselverkehrs im Bahnnetz in Bayern vorgeschlagen. Anfang 2020 kündigte der damalige Bayerische Staatsminister für Wohnen, Bau und Verkehr Hans Reichhart bei einem Treffen mit der IG Illertalbahn an, dass der Ausbau der Strecke im Rahmen der Regio-S-Bahn Donau-Iller mit 330 Millionen Euro gefördert werden soll. Hierzu wurde ein dreistufiges Konzept vorgestellt. In der ersten Stufe sah dieses ab dem Fahrplanwechsel im Dezember 2020 die Einrichtung der Linien Ulm–Memmingen und Ulm–Senden–Weißenhorn mit neuen Dieseltriebwagen vor. Gleichzeitig sollte der Bahnhof Gerlenhofen mit einem stündlichen Halt reaktiviert werden. In einem zweiten Schritt war bis Ende 2023 eine Modernisierung des Bahnhof Senden vorgesehen, was insbesondere eine Erhöhung der Zugfrequenz in Richtung Weißenhorn ermöglichen soll. Vorbereitende Arbeiten fanden hierzu während einer vierwöchigen Streckensperre im März und April 2020 statt. Des Weiteren sieht das Konzept die Errichtung neuer Stationen in Pleß, Fellheim, Heimertingen und Memmingen-Amendingen vor, darüber hinaus die Verlegung des Bahnhofes Gerlenhofen näher zum Ortszentrum, wofür die Planungen beginnen sollten. Untersuchungen der Bayerischen Eisenbahngesellschaft ergaben Anfang 2025, dass auch ein neuer Haltepunkt Senden Nord südlich der B 28-Unterführung eingerichtet werden soll.
In einer dritten Ausbaustufe war die Elektrifizierung der Strecke sowie ein zweigleisiger Ausbau zwischen Gerlenhofen und Senden sowie zwischen Kellmünz und Pleß vorgesehen. Ende November 2020 wurde die Finanzierung für die Vorplanung der Ausbaumaßnahmen der Bahnstrecke Kempten (Allgäu)–Neu-Ulm sowie der Bahnstrecke Senden–Weißenhorn für die jeweiligen Eisenbahninfrastrukturunternehmen DB Netz und Stadtwerke Ulm/Neu-Ulm freigegeben. Im August 2021 erfolgte die EU-weite Ausschreibung der Leistungsphase 1+2 für die Elektrifizierung zwischen Neu-Ulm und Kempten (Allgäu) sowie die Realisierung von zweigleisigen Abschnitten zwischen Neu-Ulm und Memmingen. Neben der Prüfung der Einrichtung des Haltepunkts Senden Nord sind nun auch Maßnahmen zur Erhöhung der Zugfolge vorgesehen, die eine Steigerung der Zuganzahl von 109 auf 130 ermöglichen. 2022 wurde die Vorplanung begonnen. 2023 begann die SWU Verkehr GmbH mit der Entwurfsplanung für die geplanten vier neuen Stationen im Streckenabschnitt Memmingen–Pleß. Im Februar 2024 unterzeichneten das Land Bayern und die Deutsche Bahn einen Vertrag über die Entwurfs- und Genehmigungsplanung im Umfang von 41 Millionen Euro. Der Abschluss des Ausbauprojektes könnte im Jahr 2033 erfolgen.

## Betrieb

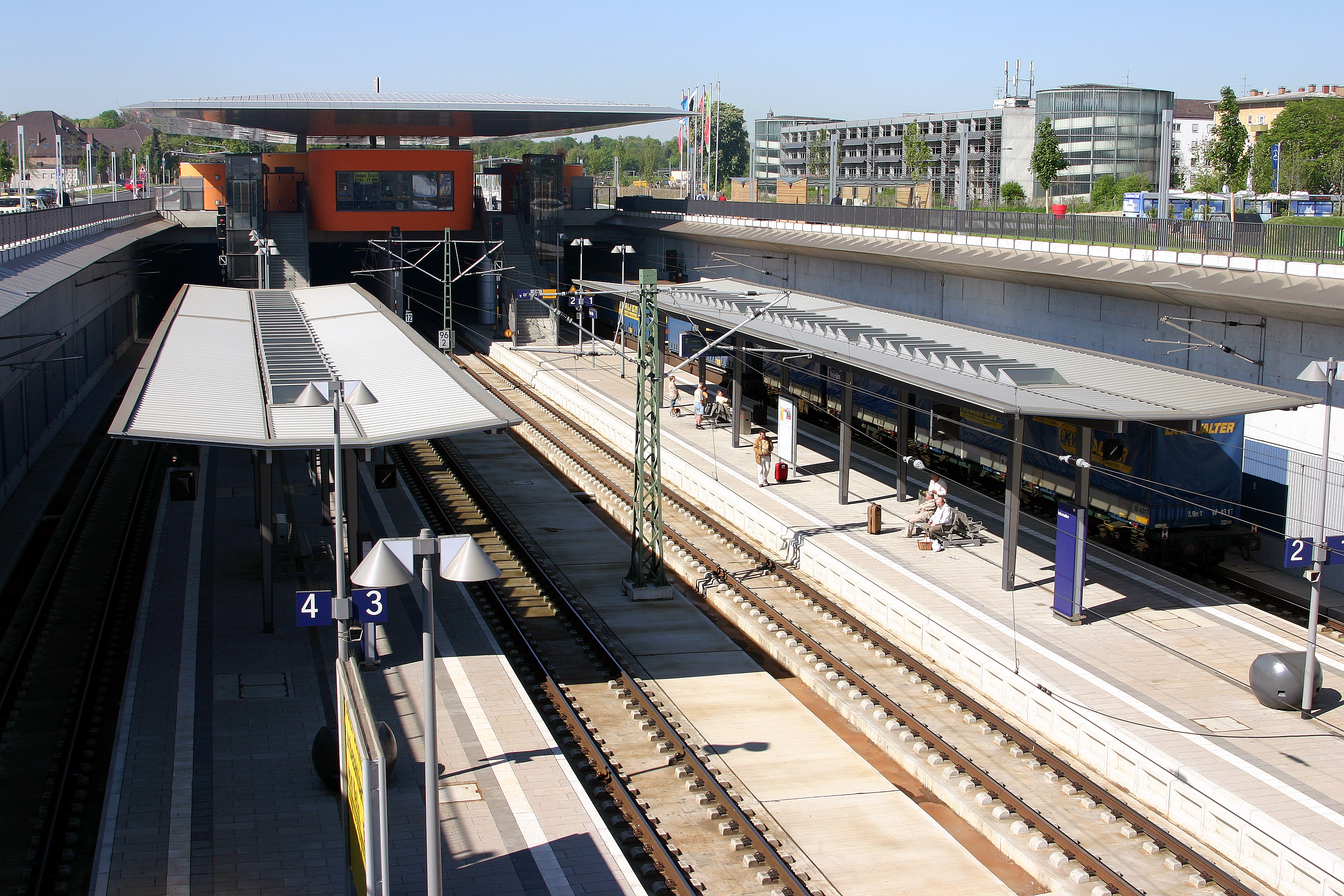
Bahnhof Neu-Ulm

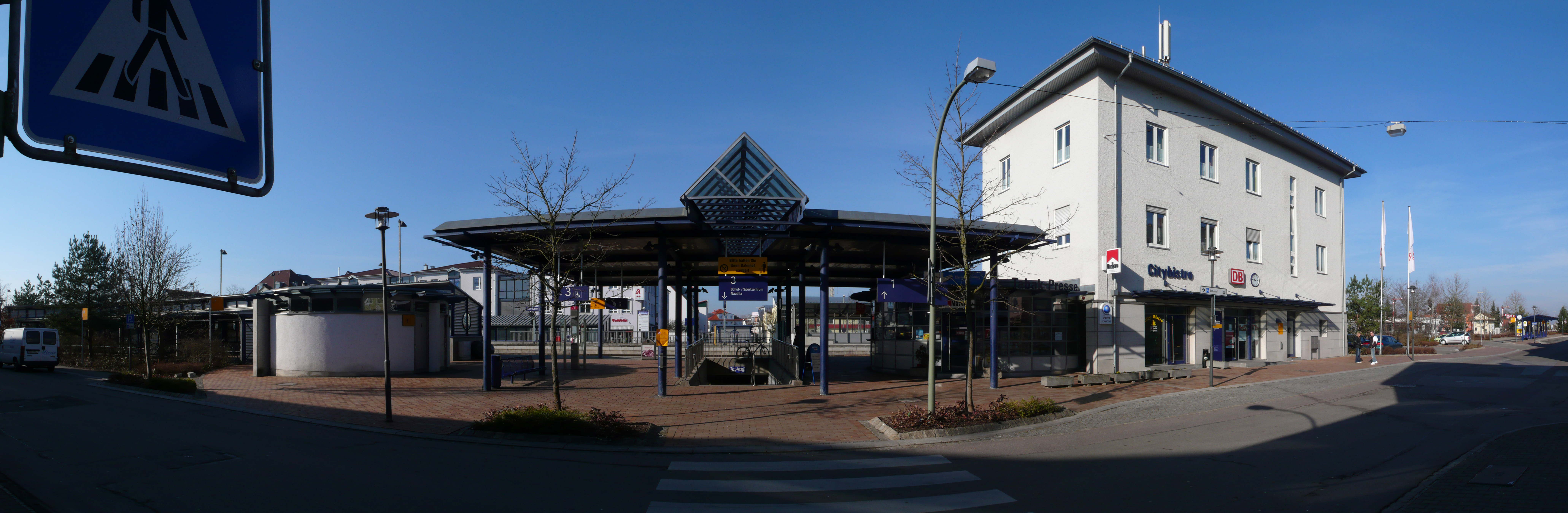
Bahnhof Illertissen

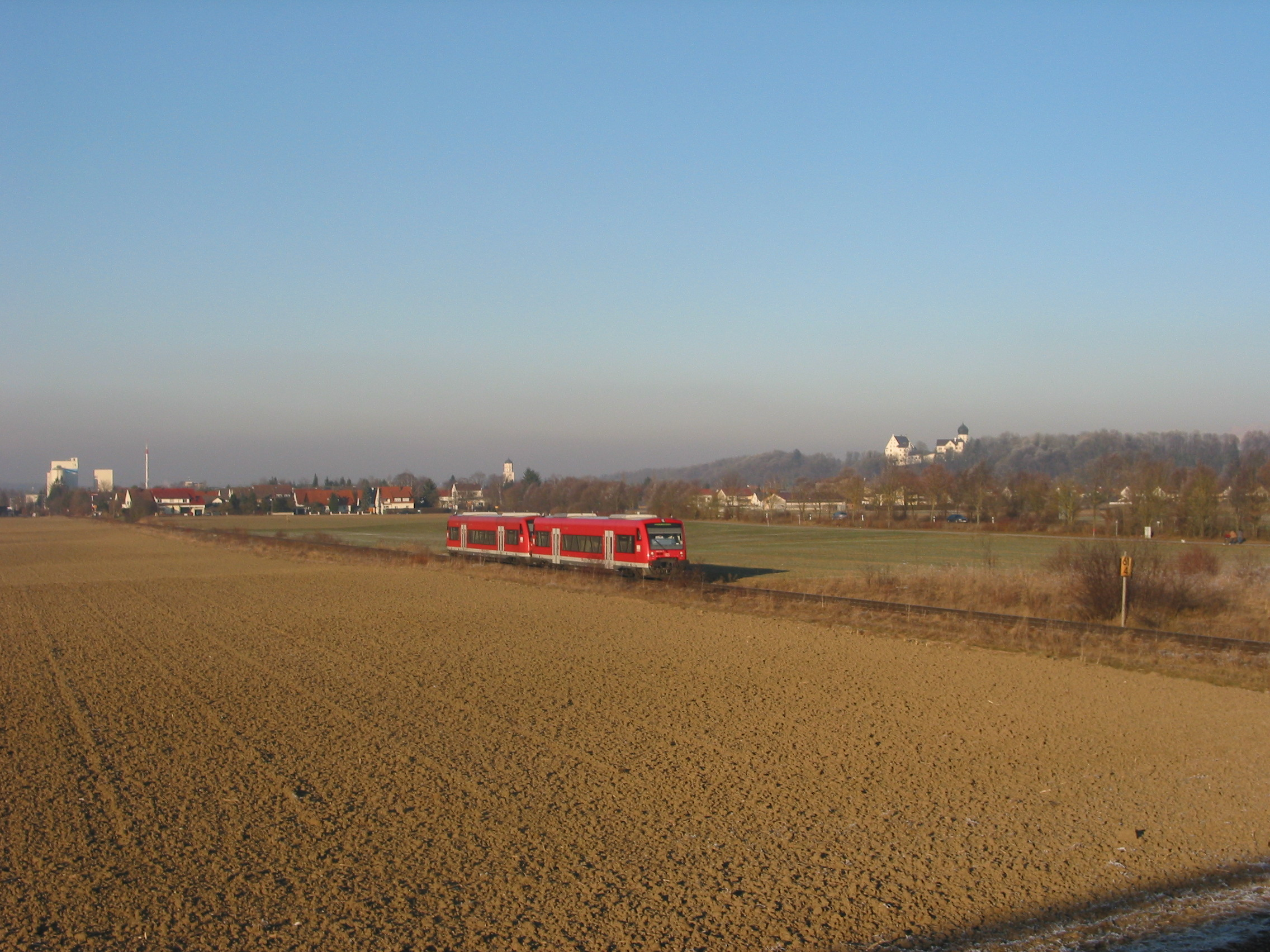
Baureihe 650 als Regionalbahn südlich von Illertissen mit Martinskirche und Vöhlinschloss im Hintergrund

Im Abschnitt Memmingen–Neu-Ulm gehört die Strecke zu den meistbefahrenen eingleisigen Bahnstrecken Deutschlands, insbesondere zwischen Senden und Neu-Ulm. Hier werden durchschnittlich etwa 7500 Fahrgäste pro Tag befördert (Stand 2018).
Im Stundentakt verkehren täglich von Oberstdorf über Kempten nach Ulm Regional-Express-Züge der Linie RE 75. Dieses Angebot wird durch zwei Regionalbahn-Linien ergänzt, die täglich im Stundentakt von Memmingen oder Weißenhorn über Senden nach Ulm verkehren. Als Teil der Regio-S-Bahn Donau-Iller werden sie seit Dezember 2020 als RS7 und RS71 bezeichnet. Sowohl die Regional-Express- als auch die Regio-S-Bahn-Verbindungen werden von DB Regio Bayern betrieben. Von Kellmünz bis Neu-Ulm ist die Strecke in den Donau-Iller-Nahverkehrsverbund (DING) integriert.
Die Regional-Express-Verbindungen werden seit Dezember 2020 mit Pesa-Link-Dieseltriebwagen bedient, während für die Regio-S-Bahn Alstom Coradia LINT eingesetzt werden. Zuvor verkehrten Dieseltriebwagen der Baureihe 612 sowie Siemens Desiro Classic und Bombardier Talent. In der Vergangenheit kamen auch n-Wagen, bespannt mit einer Lokomotive der Baureihe 218 sowie die Baureihen 611, 628 und 650 zum Einsatz.
Im Schienenpersonenfernverkehr fährt auf der Strecke nur noch das Intercity-Zugpaar 2012/2013 Allgäu von Oberstdorf nach Dortmund und zurück, betrieben von DB Fernverkehr.

## Unfall im Juli 2013
Am 17. Juli 2013 ereignete sich kurz vor dem Bahnhof Kellmünz ein Verkehrsunfall mit Beteiligung eines Zuges. Ein mit etwa 50 Personen besetzter Triebwagen der Baureihe 612, der als Regionalbahn verkehrte, entgleiste, nachdem er an einem unbeschrankten Bahnübergang mit einem Kraftfahrzeug kollidiert war. Ein Wagen des Zuges kippte dabei von den Schienen, drehte sich um 180 Grad und blieb seitlich neben den Schienen liegen. Bei dem Unfall wurden drei Menschen schwer verletzt, darunter die Autofahrerin und eine Person, die aus dem Zug geschleudert wurde. Um weitere Unfälle an dieser Stelle zu vermeiden, wurde dort 2016 ein beschrankter Bahnübergang eingerichtet.